# Castilleja de Guzmán
Castilleja de Guzmán – gmina w Hiszpanii, w prowincji Sewilla, w Andaluzji, o powierzchni 2,06 km². W 2011 roku gmina liczyła 2829 mieszkańców. Początki osadnictwa sięgają okresu chalkolitu (III tysiąclecie p.n.e.), który został później zajęty przez Tartesian i Turdetan, a od tamtych czasów istniało kilka nekropolii, o czym świadczą istniejące dolmeny i stanowiska.